# Одайський провал (пам'ятка природи)
Ода́йський прова́л — геологічна пам'ятка природи місцевого значення в Україні. Розташована в межах Кадубовецької сільської громади Чернівецького району Чернівецької області, на південь від села Чуньків.
Площа 0,75 га. Статус присвоєно згідно з рішенням облвиконкому від 17.03.1992 року № 72. Перебуває у віданні: Чуньківська сільська рада.
Статус присвоєно для збереження глибокого карстового провалу у днищі долини потічка. Приклад класичного карстового процесу.

## Галерея

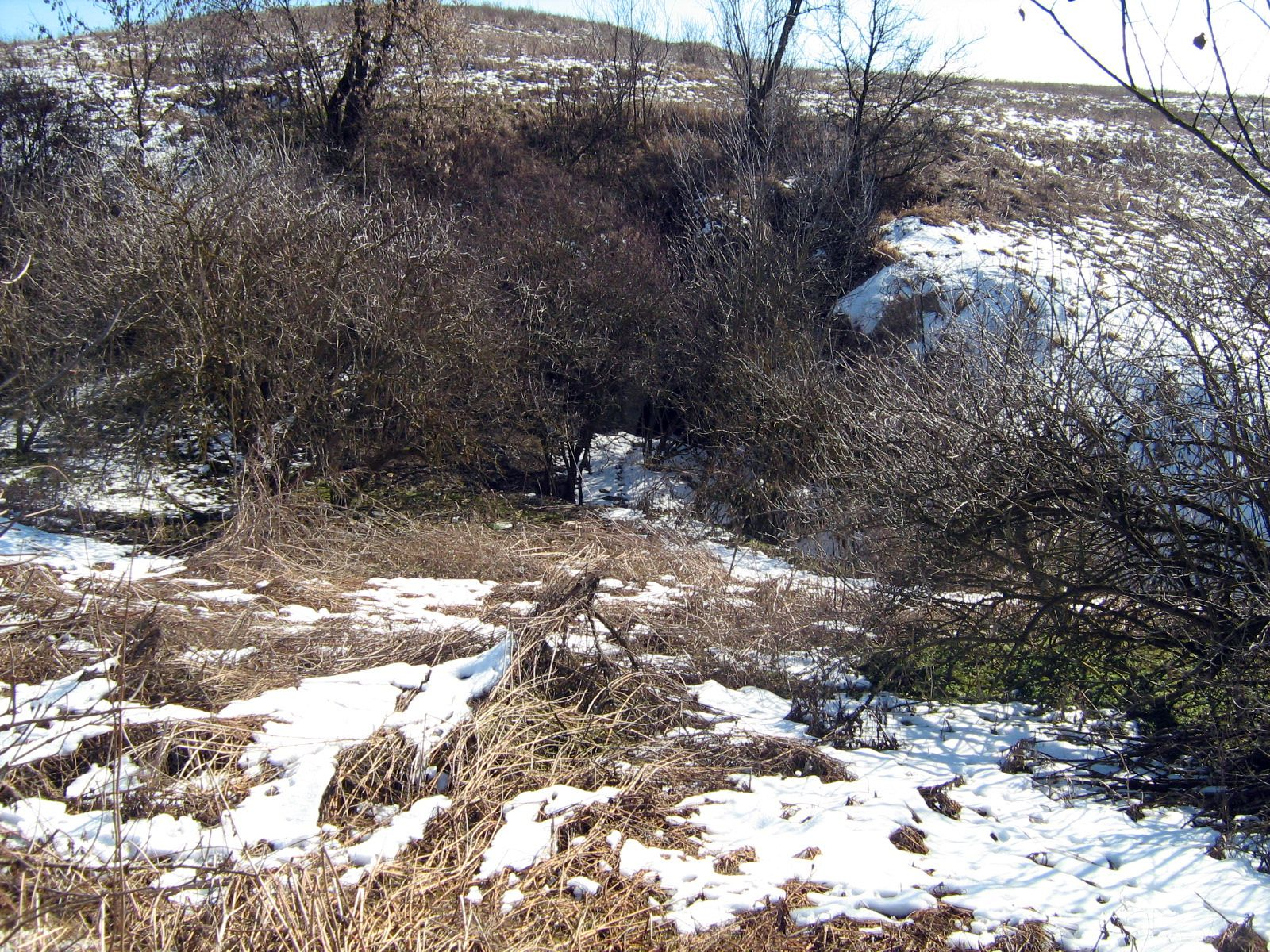
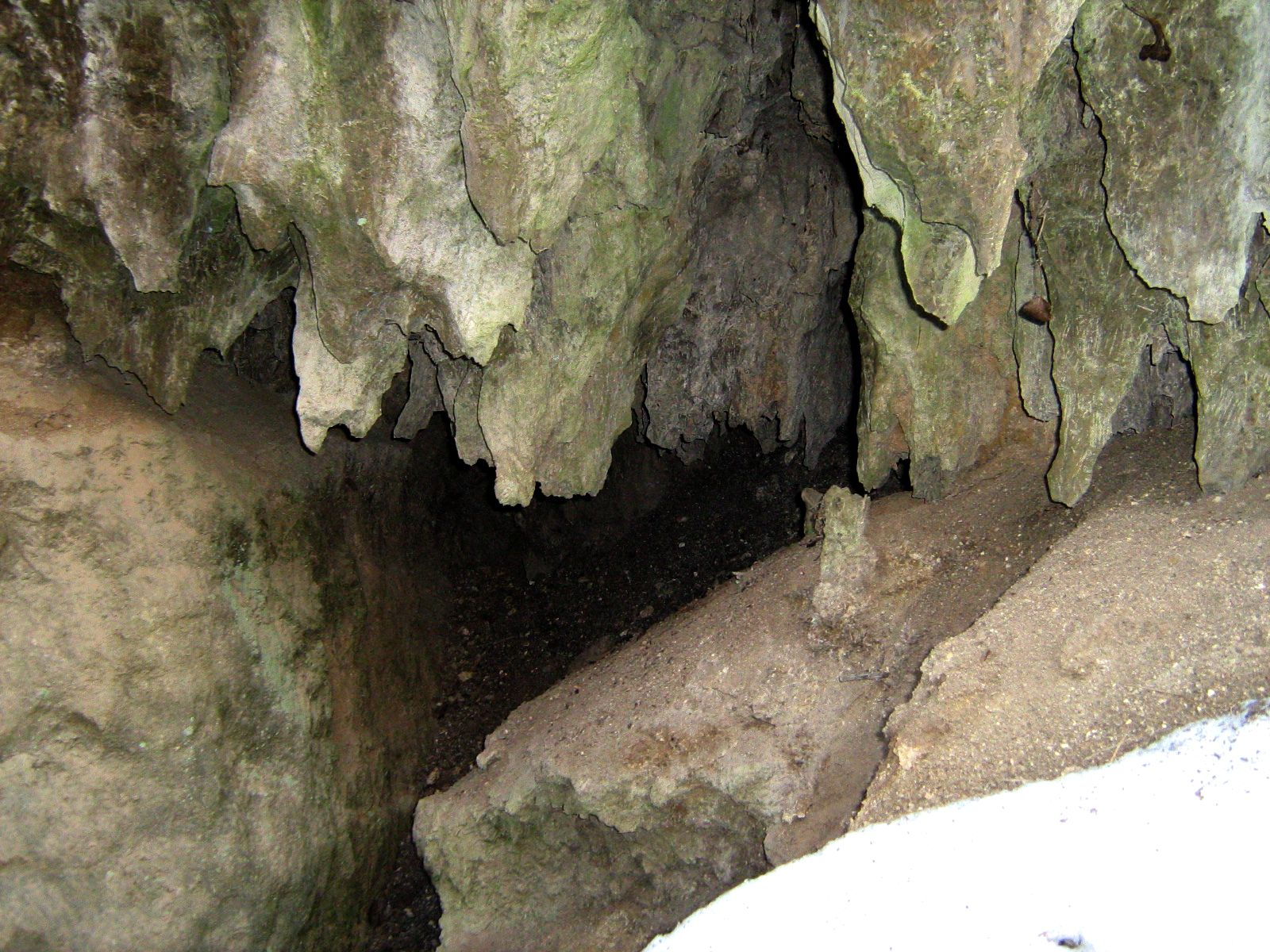